# Crimée (metropolitana di Parigi)
Crimée è una stazione della linea 7 della metropolitana di Parigi.

## La stazione
Aperta nel 1910, prende il nome dalla Guerra di Crimea, che fu un conflitto combattuto dal 1853 al 1856 dalla Russia zarista contro una coalizione di stati europei alleati dell'Impero ottomano, tra cui Regno Unito, la stessa Francia e il Regno di Sardegna.

## Corrispondenze
- Bus RATP: 54, 60.
- Noctilien: N42.

## In prossimità
- Bassin de la Villette
- Canale dell'Ourcq
- Il quartiere commerciale dell'Avenue de Flandre.